# 太田有香
太田 有香（おおた ゆか　1980年1月25日 - ）は北海道旭川市出身のピアニスト。
北海道旭川北高等学校普通科卒業。東京芸術大学音楽学部器楽科卒業。イタリア・ボローニャ国立G.B.マルティーニ音楽院大学院を首席で修了。イタリア・イモラ国際ピアノアカデミーフォルテピアノ科、ボローニャ国立音楽院チェンバロ科にも在籍した。

## 主な受賞歴
2004年
- 第1回イタリアピアノコンコルソ第1位ボローニャ大賞（日本イタリア協会／毎日新聞社 共催）[1]
- 第23回飯塚新人音楽コンクールピアノ部門大賞

2007年
- 第4回スキーオ国際音楽コンクール第2位
- 第15回ジャンルーカ・カンポキアーロ国際音楽コンクール第1位及び全部門通してグランプリ受賞

2014年
- 第22回コルテミーリア国際音楽コンクール第1位

2015年
- 第5回A.バルディ国際ピアノコンクール第3位

## メディア
1996年3月
- テレビ朝日「ジュニアオリジナルコンサート」出演

2001年
- J:COM TV出演

2006年9月
- RETE7（イタリア）「Festival delle Arti」出演

2006年11月

- 日本テレビ「モーツァルト生誕250年目の真実」出演（東山紀之と共演）